# Nawaćakra
Ten artykuł opisuje teorie, metody lub czynności niezgodne ze współczesną wiedzą medyczną.
Nawaćakra (trl. navacakra) – dziewięć ćakr istoty ludzkiej w hinduizmie. Dziewięć ośrodków energii wewnętrznej, które są obiektami praktyk joginów.
Najczęściej mówi się o sześciu lub siedmiu ćakrach człowieka którymi są: muladharaćakra, swadhiszthanaćakra, manipuraćakra, anahataćakra, wiśuddhićakra, adźńaćakra i sahasraraćakra. Do systemu dziewięciu ćakr dodatkowo wlicza się jeszcze ośrodki:
- talućakra[1] – „ośrodek podniebienia”
- wjomaćakra[2] (akaśaćakra[3]) – „ośrodek eteru (akaśi)”.